# Wahlbezirk Steiermark 20
Der Wahlbezirk Steiermark 20 war ein Wahlkreis für die Wahlen zum Abgeordnetenhaus im österreichischen Kronland Steiermark. Der Wahlbezirk wurde 1907 mit der Einführung der Reichsratswahlordnung geschaffen und bestand bis zum Zusammenbruch der Habsburgermonarchie.

## Geschichte
Nachdem der Reichsrat im Herbst 1906 das allgemeine, gleiche, geheime und direkte Männerwahlrecht beschlossen hatte, wurde mit 26. Jänner 1907 die große Wahlrechtsreform durch Sanktionierung von Kaiser Franz Joseph I. gültig. Mit der neuen Reichsratswahlordnung schuf man insgesamt 416 Wahlbezirke, wobei mit Ausnahme Galiziens in jedem Wahlbezirk ein Abgeordneter im Zuge der Reichsratswahl gewählt wurde. Der Abgeordnete musste sich dabei im ersten Wahlgang oder in einer Stichwahl mit absoluter Mehrheit durchsetzen. Der Wahlkreis Steiermark 20 umfasste folgende Gerichtsbezirke:
- Fehring (ohne die Gemeinde Fehring, siehe Wahlbezirk Steiermark 8)
- Mureck (ohne die Gemeinde Mureck, siehe Wahlbezirk Steiermark 10)
- Radkersburg  (ohne die Gemeinde Oberradkersburg, siehe Wahlbezirk Steiermark 10)

Bei der Reichsratswahl 1907 setzte sich der deutsch-konservative Politiker Johann Krenn im ersten Wahlgang mit 64,3 % der Stimmen durch. Hinter ihm kam der Agrarier Graf Stürgkh auf 34,8 % der Stimmen, der Sozialdemokrat Haider erreichte nur 0,6 %. Bei der Reichsratswahl 1911 verlor Krenn sein Mandat an den Christlichsozialen Leopold Potzinger, der sich im ersten Wahlgang mit 55,5 % durchsetzen konnte. Krenn erreichte nur 39,9 % der Stimmen, der deutsch-freiheitliche Heinrich Stürgkh kam auf 3,0 %. Auch bei dieser Wahl kam der sozialdemokratische Kandidat nicht über 1,1 % der Stimmen hinaus.

## Wahlergebnisse

### Reichsratswahl 1907
Die Reichsratswahl 1907 wurde am 14. Mai 1907 (erster Wahlgang) durchgeführt. Die Stichwahl entfiel auf Grund der absoluten Mehrheit für Johann Krenn im ersten Wahlgang.
| Kandidat                                                                     | Partei                                     | Wahlkreisstimmen | Prozent |
| ---------------------------------------------------------------------------- | ------------------------------------------ | ---------------- | ------- |
| Johann Krenn                                                                 | deutsch-konservativer Kandidat             | 5892             | 64,3 %  |
| Graf Stürgkh                                                                 | Deutscher Agrarier/Christlicher Bauernbund | 3190             | 34,8 %  |
| Haiden                                                                       | Sozialdemokratische Arbeiterpartei         | 51               | 0,6 %   |
|                                                                              | Sonstige Parteien                          | 32               | 0,3 %   |
| Wahlberechtigte: 10675, Ungültige/Leere Stimmen: 46, Wahlbeteiligung: 86,3 % |                                            |                  |         |

### Reichsratswahl 1911
Die Reichsratswahl 1911 wurde am 13. Juni 1911 (erster Wahlgang) durchgeführt. Die Stichwahl entfiel auf Grund der absoluten Mehrheit für Leopold Potzinger  im ersten Wahlgang.
| Kandidat                                                                     | Partei                             | Wahlkreisstimmen | Prozent |
| ---------------------------------------------------------------------------- | ---------------------------------- | ---------------- | ------- |
| Leopold Potzinger                                                            | Christlichsoziale Partei           | 3911             | 55,5 %  |
| Johann Krenn                                                                 | Christlichsoziale Partei           | 2808             | 39,9 %  |
| Heinrich Stürgkh                                                             | deutsch-freiheitlicher Kandidat    | 210              | 3,0 %   |
|                                                                              | Sozialdemokratische Arbeiterpartei | 78               | 1,1 %   |
|                                                                              | Sonstige Parteien                  | 37               | 0,5 %   |
| Wahlberechtigte: 10529, Ungültige/Leere Stimmen: 18, Wahlbeteiligung: 67,1 % |                                    |                  |         |